# Инфантино (Месина)
Инфантино је насеље у Италији у округу Месина, региону Сицилија.
Према процени из 2011. у насељу је живело 21 становника. Насеље се налази на надморској висини од 388 м.